# 吉谷彩子
吉谷 彩子（よしたに あやこ、1991年9月26日 - ）は、日本の女優。
千葉県出身。日本大学芸術学部映画学科演技コース卒業。トライストーン・エンタテイメント所属。夫は俳優の秋元龍太朗。

## 来歴
幼少時に人見知りだったことから、劇団に入れば改善するのではないかとの母の考えで劇団へ入団。4歳のとき、1996年放送のTBSテレビスペシャルドラマ『最後の家族旅行』で子役としてデビュー。翌1997年放送の日本テレビ系連続ドラマ『心療内科医・涼子』のチエコ役で注目を集めるなど、子役として活躍する。
中学・高校時代は学業を優先し、日本大学芸術学部へ進学後より芸能活動を再び本格化。特撮ヒーローものからNHKの連続テレビ小説や大河ドラマまでさまざまなテレビドラマ、映画、CMなどに出演する。18歳のときには、2010年公開の『TENBATSU』で映画初主演を務め、女優として幅を広げている。
2012年にはテレビアニメ『謎の彼女X』のヒロインの卜部美琴役で声優の仕事に挑戦し、オープニングおよびエンディングテーマの歌唱も担当。吉谷は、同番組の楽曲制作を担当した北川勝利との対談で「卜部を演じる時、アニメの声を意識して演じるのではなく、素の声のまんまやることを心がけた。」と話している。
オーディションを経て2016年より出演したビズリーチのCMでは女性社員役を演じて「あのCMの美女は誰？」「ビズリーチCMのショートヘアの子がいい！」などと話題を呼び、2017年にはオーディションを経てTBSテレビの日曜劇場『陸王』に出演し最年少の従業員・仲下美咲役を演じて注目を集める。2018年4月より藤田ニコル、川栄李奈とともに東京シティ競馬（TCK）の2018年度イメージキャラクターを務める。2019年には『陸王』以来の日曜劇場へのレギュラー出演となった『グランメゾン東京』で生意気なパティシエ・松井萌絵役を演じて再び注目を浴びる。2020年にはテレビドラマ『ハルとアオのお弁当箱』（BSテレ東）で井之脇海とダブル主演を務め、テレビドラマに初主演を果たす。
2022年、NHKの連続テレビ小説『舞いあがれ!』にて、役作りのためにベリーショートのボーイッシュヘアに変えた。
2024年1月1日、俳優の秋元龍太朗との結婚を自身のInstagramにて報告した。

## 人物
身長は155cm、靴のサイズは22.5cm。血液型はAB型。
趣味は漫才を見ること。
特技は陸上競技（種目は短距離走。中学・高校時代は陸上部に所属していた）、エレクトーン。
美容の秘訣は「ジムに行くこと」で、時間があればジムにて筋トレとランニングで汗を流す。
目標は「幅広く演じられる、引き出しの多い女優」。樹木希林が幼いころより憧れの女優で、「いつか共演したい」と語っていたが、樹木の死去により叶わなかった。

## 出演
役名の太字は主演作品。

### ドラマ

#### テレビドラマ
- 最後の家族旅行（1996年10月4日、TBS）
- 火曜サスペンス劇場（日本テレビ）
  - 新女検事 霞夕子11（1997年7月22日）
  - いのち（1998年7月21日）
  - 逃げる女（1999年1月5日）
  - 冬の駅（1999年3月2日）
  - 消えた殺人者（1999年9月7日）
  - 盲人探偵松永礼太郎12（2000年4月25日）
  - 臨床心理士6（2002年7月16日） - 三浦美保 役
  - 十字路（2002年11月5日） - 嶋田綾子 役
- 心療内科医 涼子（1997年10月13日 - 12月15日、読売テレビ） - チエコ 役
- サントリーミステリースペシャル 風よ、撃て（1997年12月6日、朝日放送）
- 土曜ワイド劇場（テレビ朝日）
  - 事件 第15作（2012年5月12日） - 中井綾 役
  - 狩矢父娘シリーズ17（2016年1月30日） - レイカ 役
- 冷たい月 第8話（1998年3月2日、読売テレビ）
- 星獣戦隊ギンガマン 第28話（1998年9月13日、テレビ朝日）
- アフリカポレポレ（2000年1月6日 - 20日、NHK総合） - 岩中花 役
- モナリザの微笑 第9話（2000年3月8日、フジテレビ）
- 大河ドラマ（NHK総合）
  - 北条時宗 第3話 - 第5話（2001年1月21日 - 2月4日） - 祝子（幼少期）役
  - 利家とまつ〜加賀百万石物語〜 第15話 - 第17話（2002年4月14日 - 28日） - 簫（幼少期）役
  - 八重の桜 第25話 - 第28話（2013年6月23日 - 7月14日） - 依田菊子 役
- 女と愛とミステリー 保険調査員・蒲田吟子1（2001年5月13日、テレビ東京） - 沢井翠 役
- 月曜ミステリー劇場 人情質屋の事件台帳1（2001年7月9日、TBS）
- 大好き!五つ子3 第3・17・26話（2001年7月25日・8月14日・27日、TBS）
  - 大好き!五つ子4 第5・9話（2002年7月26日・8月1日）
- ウルトラマンマックス 第20話「怪獣漂流」（2005年11月12日、TBS） - 山口美里 役
- 相棒 season4 第8話（2005年11月30日、テレビ朝日） - 由佳（推理小説研究会 女子中学生）役
- 恋する日曜日 第3シリーズ 「15才」（2007年3月17日、BS-i）
- 鹿男あをによし 第4話 - 第5話（2008年2月7日 - 14日、フジテレビ） - 清水 役
- 恋して悪魔〜ヴァンパイア☆ボーイ〜（2009年7月7日 - 2009年9月8日、関西テレビ） - 上島蘭 役
- 水戸黄門 第40部 第18話（2009年12月7日、TBS） - おあき 役
- 傍聴マニア09〜裁判長!ここは懲役4年でどうすか〜 第9話（2009年12月17日、読売テレビ） - ミカ 役
- 連続テレビ小説（NHK総合）
  - ゲゲゲの女房 第32話（2010年5月4日） - 政子 役
  - 梅ちゃん先生 第1週 - 第3週（2012年4月2日 - 21日） - 中黒京子 役
  - 舞いあがれ! 第4週 - （2022年10月24日 - 2023年3月） - 由良冬子 役[15]
- 天使のわけまえ（2010年7月6日 - 8月3日、NHK総合） - 美雪 役
- ナサケの女〜国税局査察官〜 第4話（2010年11月11日、テレビ朝日）
- 絶対零度〜特殊犯罪潜入捜査〜 Case.10 - Last case（2011年9月13日 - 20日、フジテレビ）
- 放課後アフロ田中 「パンティーを拾う」（2012年2月8日、SPACE SHOWER TV）[注 2][16]
- 妄想捜査〜桑潟幸一准教授のスタイリッシュな生活 第7話（2012年3月4日、テレビ朝日） - 広田 役
- 森村誠一サスペンス 捜査線上のアリア（2012年6月22日、フジテレビ）
- すべてがFになる 第1話 - 第2話（2014年10月21日 - 28日、フジテレビ） - 服部珠子 役
- デート〜恋とはどんなものかしら〜 第3話（2015年2月2日、フジテレビ） - 榊原まゆ 役
- ホテルコンシェルジュ 第5話・第7話（2015年8月4日・18日、TBS） - 松川唯 役
- 大岡越前3 第3話（2016年1月29日、NHK BSプレミアム） - おいね 役
- 女たちの特捜最前線 第1話（2016年7月21日、テレビ朝日） - 田辺理沙子 役
- 仮面ライダーエグゼイド 第7・8話（2016年11月20・27日、テレビ朝日） - 岡田しおり 役
- 遺留捜査 第4シリーズ 第5話（2017年8月10日、テレビ朝日） - 牧野美穂 役
- 陸王（2017年10月15日 - 12月24日、TBS） - 仲下美咲 役[17]
- おっさんずラブ 第2話（2018年4月28日、テレビ朝日） ‐ 棚橋陽菜 役[8][14]
- 乱反射（2018年9月22日、メ〜テレ） - 女 役
- ストロベリーナイト・サーガ 第1話・第4話（2019年4月11日・5月2日、フジテレビ） - 佐田倫子 役
- グランメゾン東京（2019年10月20日 - 12月29日、TBS） - 松井萌絵 役[12]
  - スペシャルドラマ グランメゾン東京（2024年12月29日、TBS）[18]
- ハケンの品格（2020）（2020年6月17日 - 8月5日[注 3]、日本テレビ） - 福岡亜紀 役[21]
- 探偵・由利麟太郎 第4話・第5話（2020年7月7日・14日、関西テレビ・フジテレビ） - 相良千恵子 役[22][23]
- 銀座黒猫物語 第3話 はち巻岡田編（2020年7月31日、関西テレビ） - すみれ 役
- SUITS/スーツ Season2 第8話（2020年8月28日、フジテレビ） - 黒崎怜 役
- ハルとアオのお弁当箱（2020年10月13日 - 12月29日、BSテレ東） - ハル（木野春葉） 役[注 4][13]
- 江戸モアゼル〜令和で恋、いたしんす。〜（2021年1月7日 - 3月11日、読売テレビ・日本テレビ） - 春日泉美 役[24][25]
- ウチの娘は、彼氏が出来ない!!（2021年1月13日・27日・2月3日、日本テレビ） - 未羽 役
- 正義の天秤 第2話（2021年10月2日、NHK総合） - 楠田悠美 役
- アバランチ 第3話（2021年11月1日、カンテレ・フジテレビ系） - 花音 役
- 新春エリアドラマ 家族の写真（2022年1月2日、東海テレビ） - 棚橋瑠璃子  役[26]
- 金田一少年の事件簿 第2話・第3話（2022年5月8日・15日、日本テレビ） - 凪田夏見 役[27][28]
- 忍者に結婚は難しい（2023年1月5日 - 3月16日、フジテレビ） - 風富小夜 役[29]
- 恋する警護24時（2024年1月13日 - 3月9日、テレビ朝日） - 津田結子 役[30]
- どうか私より不幸でいて下さい（2024年7月10日 - 9月25日、日本テレビ） - 名取景子 → 相原景子 役（浅川梨奈とW主演）[31]
- きみは面倒な婚約者 プラチナ編（2025年3月29日 - 、テレビ朝日） - 池野望 役[32]
- 能面検事（2025年7月11日 - 、テレビ東京） - 惣領美晴 役[33]

#### 配信ドラマ
- さまぁ～ずハウス 15.「教育実習」（2018年6月1日、Amazonビデオ） - 宮坂夢乃 役[34]
- グラグラメゾン♥東京 ～平古祥平の揺れる思い～（2019年10月21日 - 12月30日、Paravi） - 松井萌絵 役[35]
- 悪魔はそこに居る（2023年2月9日 - 、Paravi） - 今西詩 役（石井杏奈とW主演）[36]
- 恋し続けて警護240日（2024年2月10日 - 18日、TELASA） - 津田結子 役[37]
- きみは面倒な婚約者 ダイヤ編（2025年3月3日、TELASA） - 池野望 役[32]

### 映画
- 39 刑法第三十九条（1999年5月1日、松竹） - 工藤温子 役
- ガラスの脳（2000年1月29日、日活） - 飯田由美（少女期） 役
- 機関車先生（2004年7月31日、日本ヘラルド映画） - 丘野洋子 役
- 君と歩こう（2010年5月15日、Thanks Lab.） - 一瀬メグミ 役
- TENBATSU（2010年9月4日、アムモ98） - 香田結季 役
- ふたりの扉（2010年9月17日、「コバトンTHEムービー」プロジェクト） - 小倉彩香 役[注 5]
- 君に届け（2010年9月25日、東宝） - 加藤彩子 役
- パラノーマル・アクティビティ 第2章 TOKYO NIGHT（2010年10月20日、プレシディオ） - 呉美鈴 役
- 雷桜（2010年10月22日、東宝）
- イチジクコバチ（2011年1月29日、アートポート） - 愛 役
- アナボウ（2011年2月25日、プロジェクトINAZUMA） - 一子 役[注 6]
- GANTZ PERFECT ANSWER（2011年4月23日、東宝） - ヒトミ 役
- 本当は聞きたくない山の話 「通学路」（2011年7月6日、ジェネオン・ユニバーサル・エンターテイメント） - 手塚千春 役[注 7]
- Lost Harmony（2011年12月3日、ゴー･シネマ） - 久保香織 役
- ニュータウンの青春（2012年11月3日、ダングラール / 森平晶）
- イニシエーション・ラブ（2015年5月23日、東宝） - 松本優子 役
- ソレダケ / that’s it（2015年5月27日、ライブ・ビューイング・ジャパン） - 吉祥天女 役
- 七つの会議（2019年2月1日、東宝） - 仁科 役
- グランメゾン・パリ（2024年12月30日、東宝 / ソニー・ピクチャーズ エンタテインメント） - 松井萌絵 役[38]

### テレビバラエティ
- 秘密のケンミンSHOW極（2021年1月14日、3時間SP - 千葉県民の家系ラーメンファンとして出演[39]、2024年7月11日[40]、日本テレビ）。
- アナザースカイ（2025年1月18日、日本テレビ）- 訪問地：アフリカ ・ケニア[41]

### テレビアニメ
- 謎の彼女X（2012年4月7日 - 6月30日、独立UHF放送局） - 卜部美琴 役[42]

### OVA
- 謎の彼女X 「謎の夏祭り」（2012年8月23日、講談社） - 卜部美琴 役[注 8][43]

### CM
- 旭化成ホームズ ヘーベルハウス（2000年10月 - ）
- セガサミーホールディングス 企業（2009年11月 - ）
- 丸美屋 麻婆豆腐の素 / バンバンジー / マーボナス
- ライオン ソフランC
- ミツカン おむすび山
- 積和不動産 MAST（2013年1月 - ）
- 日本経済新聞 日経電子版（2014年2月 - ） - 嶋 役
- 東京ガス ミスティ（2014年3月 - ）
- DeNA 三国志ロワイヤル（2014年4月 - ）
- 小林製薬
  - サラサーティ コットン100（2015年3月 - ）
  - サラサーティ 2枚重ねのめくれるシート「いつも清潔」篇（2018年4月 - ）
- トーキョーブックマーク 「新幹線とホテルがセット」篇（2015年7月 - )
- ビズリーチ - 女性社員 役
  - 「即戦力採用ならビズリーチ篇」（2016年2月 - ）[44]
  - 「即戦力採用ならビズリーチ〜こころの声篇〜」（2016年10月 - ）[45]
  - 「即戦力採用ならビズリーチ〜プレゼン篇〜」（2017年9月 - ）
  - 「即戦力採用ならビズリーチ〜プレゼン篇2〜」（2017年11月 - ）
  - 「若手採用ならキャリトレ ～心の声編～」（2018年5月 - ）[46]
  - 「即戦力採用ならビズリーチ〜ビズリーチからきた男編〜」（2018年11月 - ）
  - 「キャリアつくって、サバイブ編〜」（2021年1月 - ）[47]
  - ハーモス「人事システムならハーモス」篇（2021年6月 - ）[48]
- 大東建託 DK SELECT WEBムービー「暮らしのはじまり」篇（2017年4月 - ）
- 東京シティ競馬（2018年度） - イメージキャラクター[10]
  - 「トゥインクルイッテクル〜東京スプリント〜篇」（2018年4月 - ）
  - 「トゥインクルイッテクル〜帝王賞〜篇」（2018年6月 - ）
- よりそう 「よりそうのお葬式」（2022年3月 - ）

### PV
- miwa 「春になったら」（2011年2月23日）
- A.B.C-Z 「花言葉」（2016年3月16日）

## 作品

### CD
- 恋のオーケストラ（2012年7月4日、キングレコード）[注 9][9]
- 放課後の約束（2012年7月25日、キングレコード）[注 10][9]